# 斯莫基希爾鎮區 (堪薩斯州吉里縣)
斯莫基希爾鎮區（英語：Smoky Hill Township）為美國堪薩斯州吉里縣轄下的鎮區。2010年美国人口普查中此鎮區人口有6,531人。

## 地理
斯莫基希爾鎮區涵蓋總面積為157.4平方（60.76平方英里），其中陸地面積為138.7平方（53.55平方英里），水域面積為18.7平方（7.21平方英里）或11.87%。海拔高度347（1,138英尺）。

## 人口統計
根據2010年美國人口普查，斯莫基希爾鎮區人口有6,531人，其中男性有3,295人，女性有3,236人，人口密度為每平方公里41.52人，住房計1,934戶。鎮區內的白人有4,876人，非裔美國人有811人，美洲原住民有87人，亞裔美國人有129人，太平洋島裔美國人有33人，其他種族有190人，混血種族則有405人。此外鎮區內有867人為西班牙裔或拉丁裔美國人。此鎮區之年齡中位數為22.0歲，而男性年齡中位數為21.7歲，女性年齡中位數為22.5歲。

## 交通

### 主要公路
- 70號州際公路
- 40號美國國道
- 77號美國國道
- 18號堪薩斯州州道
- 57號堪薩斯州州道